# 大字永犬丸
大字永犬丸（おおあざえいのまる）は福岡県北九州市八幡西区の大字。住居表示未実施。郵便番号は807-0851。

## 地理
八幡西区の中部西端に位置し中間市、水巻町に接する地域（ここでは南部地域と呼ぶ）と、八幡西区の中部西側に位置し北九州市立八枝小学校から金山川を挟んで北方向の地域（ここでは北部地域と呼ぶ）の2か所に分かれる。南部地域は、北に泉ケ浦、北東に鷹見台、東に永犬丸西町、南に中間市、西に水巻町と接する。北部地域は、北に大字則松、東に北筑、南から西に八枝と接する。

### 河川
- 二級河川 金山川

### 湖沼
- 切塞池[注 1]

## 地域の特徴
かつて遠賀郡永犬丸村と呼ばれていた地域のうち、宅地化されずに残った部分である。南部地域は永犬丸の森公園と太陽光発電施設の他は広葉樹林となっている。北部地域は大部分が竹林と荒地であり、金山川沿いに会社が数軒並んでいる。

## 歴史

### 沿革
- 1878年（明治11年）11月1日 - 郡区町村編制法の福岡県での施行により、行政区画としての遠賀郡が発足。遠賀郡永犬丸村となる。
- 1889年（明治22年）4月1日 - 町村制施行により、永犬丸村、則松村、本城村、折尾村、陣原村の5村が合併し、洞南村が発足。永犬丸村は洞南村大字永犬丸となる。
- 1904年（明治37年）7月1日 - 洞南村が改称し、折尾村が発足。洞南村大字永犬丸は折尾村大字永犬丸となる。
- 1918年（大正7年）12月15日 - 折尾村が町制施行し、折尾町が発足。折尾村大字永犬丸は折尾町大字永犬丸となる。
- 1944年（昭和19年）12月8日 - 折尾町が八幡市に編入。折尾町大字永犬丸は八幡市大字永犬丸となる。
- 1963年（昭和38年）2月1日 - 八幡市、戸畑市、小倉市、若松市、門司市の5市が合併し、北九州市が発足。八幡市大字永犬丸は北九州市八幡区大字永犬丸となる。
- 1963年（昭和38年）4月1日 - 北九州市が政令指定都市に指定され、八幡区、戸畑区、小倉区、若松区、門司区の5区を設置。北九州市八幡区大字永犬丸は北九州市八幡区大字永犬丸となる。
- 1973年（昭和48年）6月1日 - 大字永犬丸の一部が的場町，美原町になる[4]。
- 1974年（昭和49年）4月1日 - 八幡区が八幡西区と八幡東区に分かれ、北九州市八幡西区大字永犬丸となる[5]。
- 1977年（昭和52年）6月1日 - 大字永犬丸の一部が永犬丸一丁目，泉ケ浦一丁目 - 三丁目，則松七丁目になる[6]。
- 1978年（昭和53年）6月1日 - 大字永犬丸の一部が永犬丸二丁目 - 五丁目，永犬丸西町一丁目 - 四丁目，鷹見台一丁目 - 四丁目になる[7]。
- 1979年（昭和54年）6月1日 - 大字永犬丸の一部が永犬丸南町一丁目 - 五丁目になる[8]。
- 1981年（昭和56年）6月1日 - 大字永犬丸の一部が三ケ森一丁目 - 三丁目，春日台一丁目 - 二丁目・四丁目 - 五丁目になる[9]。
- 1983年（昭和58年）6月1日 - 大字永犬丸の一部が沖田四丁目 - 五丁目，春日台六丁目になる[10]。
- 1985年（昭和60年）6月1日 - 大字永犬丸の一部が上の原 (北九州市)四丁目，永犬丸東町一丁目 - 三丁目になる[11]。
- 1989年（平成元年）6月1日 - 大字永犬丸の一部が里中一丁目 - 三丁目，三ヶ森四丁目になる。大字永犬丸の一部が永犬丸五丁目，沖田五丁目，三ケ森一丁目・三丁目に編入する[12]。
- 2002年（平成14年）6月1日 - 大字永犬丸の一部が北筑一丁目 - 三丁目，八枝一丁目 - 五丁目になる。大字永犬丸の一部が則松七丁目に編入する[13]。

## 世帯数と人口
2025年（令和7年）3月31日現在（北九州市発表）の世帯数と人口は以下の通りである。
| 大字       | 世帯数 | 人口 |
| ---------- | ------ | ---- |
| 大字永犬丸 | - 世帯 | - 人 |

### 人口の変遷
国勢調査による人口の推移。
| 1995年（平成7年）  | 198人 | [ 14 ] |  |
| 2000年（平成12年） | 232人 | [ 15 ] |  |
| 2005年（平成17年） | - 人  | [ 16 ] |  |
| 2010年（平成22年） | - 人  | [ 17 ] |  |
| 2015年（平成27年） | - 人  | [ 18 ] |  |
| 2020年（令和2年）  | - 人  | [ 19 ] |  |

### 世帯数の変遷
国勢調査による世帯数の推移。
| 1995年（平成7年）  | 10世帯 | [ 14 ] |  |
| 2000年（平成12年） | 11世帯 | [ 15 ] |  |
| 2005年（平成17年） | - 世帯 | [ 16 ] |  |
| 2010年（平成22年） | - 世帯 | [ 17 ] |  |
| 2015年（平成27年） | - 世帯 | [ 18 ] |  |
| 2020年（令和2年）  | - 世帯 | [ 19 ] |  |

## 学区
市立小・中学校に通う場合、学区は以下の通りとなる。
| 大字       | 番地                                              | 小学校                   | 中学校                 |
| ---------- | ------------------------------------------------- | ------------------------ | ---------------------- |
| 大字永犬丸 | 2152 - 2157番地，2160 - 2173番地，2361 - 2364番地 | 北九州市立永犬丸西小学校 | 北九州市立永犬丸中学校 |

## 施設

### 公園
- 永犬丸の森公園